# Raon-lès-Leau
Raon-lès-Leau är en kommun i departementet Meurthe-et-Moselle i regionen Grand Est (tidigare regionen Lorraine) i nordöstra Frankrike. Kommunen ligger i kantonen Badonviller som tillhör arrondissementet Lunéville. År 2022 hade Raon-lès-Leau 39 invånare.

## Befolkningsutveckling
Antalet invånare i kommunen Raon-lès-Leau
| Referens: INSEE |